# 横浜シーサイドライン金沢シーサイドライン
金沢シーサイドライン（かなざわシーサイドライン）は、神奈川県横浜市磯子区の新杉田駅と同市金沢区の金沢八景駅を結ぶ第三セクター・横浜シーサイドライン（旧・横浜新都市交通）が運営するAGT路線である。全線が軌道法に基づく軌道（案内軌条式）となっている。
都市計画法に基づく都市高速鉄道としての名称は「横浜国際港都建設計画都市高速鉄道第3号金沢シーサイドライン」、都市計画道路としての名称は「横浜国際港都建設計画道路9・7・1号金沢シーサイドライン」である。なお、『鉄道要覧』には平成13年度（2001年度）版まで「金沢シーサイド線」と記載されていた。

## 概要
JR根岸線の新杉田駅と京急本線の金沢八景駅を結んでいる。1973年（昭和48年）の「横浜市総合計画」・1981年（昭和56年）の「よこはま21世紀プラン」の中で、金沢区埋立地の工業団地開発に従う交通需要に対処するために建設することになり、1983年（昭和58年）に当時の建設省・運輸省の指導により策定された「新交通システムの標準化とその基本仕様」に沿って設計された「標準型新交通システム」の第1号となった路線である。車両に関しては当初、日立製作所と東急車輛製造が共同で開発した「パラトラン」をベースの車両を導入する方針であったがコストの引き下げを目的に標準仕様に変更された。
路線建設にあたり横浜新都市交通はコンペ方式により担当会社を決定。三菱重工業・東急車輛製造・新潟鉄工所の共同体と日本車輌が車両製造を、新潟鉄工所・神戸製鋼所が電気・保安設備の製造を担当をすることとなった。
1984年（昭和59年）11月15日、一足早く工事施工の認可を受けた並木中央駅 - 福浦駅間（約2.3 km）より工事を開始、1987年（昭和62年）の開業を目指していた。しかし、野島公園駅 - 金沢八景駅間の平潟湾の横断・野島運河の埋め立て・金沢八景駅の京急本線の接続に地元団体や金沢八景駅前の地主が反発。さらに金沢八景駅の商店街から並行しての駅前再開発の要請を受け、横浜市側が再開発プランを練ることになったこと、上述の接続計画により地主からの用地買収が厳しくなったことが原因で、1985年（昭和60年）3月1日に当時の横浜市長で横浜新都市交通の社長であった細郷道一は2年遅れの開業を表明した。
それでも金沢八景駅周辺の用地買収が一向に進まず、金沢八景駅は仮駅を設置することで早期開業を目指し、1989年（平成元年）7月5日に暫定的に開業した。総事業費は650億円。2019年（平成31年）3月31日に金沢八景駅の本駅が開業した。
シンボルカラーとして、海と空のブルーと明るく健康的な都市を象徴するイエローオレンジを全体的に配している。沿線にある団地住民や工場通勤客の足となっているほか、横浜・八景島シーパラダイスや海の公園などへの観光路線としても活用されている。
開業当初から15年以上にわたって乗客数が伸び悩んでいるため、会社の経営に苦しんでいたが、経営改善やダイヤの見直しなどにより、2002年（平成14年）度（第20期、平成15年3月期）以降単年度黒字を計上している（第30期、平成24年3月期現在）。
2012年（平成24年）には、開業以来、22年間連続10期にわたり運転無事故を継続していたため、関東運輸局長より無事故表彰を受けた。
営業制度としては、開業からしばらくの間全線220円均一の運賃制度にしていたことや、回数券の有効期間を当時の横浜市営地下鉄や関西地区の民鉄と同様に購入した日の属する月の翌月から起算して第3月の末日までとする仕組みなど意欲的な制度を多く採用していたものの、現在では比較的近隣事業者と横並びの制度が目立つようになった。
全区間にてPASMOやSuicaを始めとした交通系ICカード全国相互利用サービスに対応した交通系ICカードが利用可能である。2017年3月までは全国相互利用サービスに対応しておらず、使用できるICカードはPASMOとSuicaのみであった。

### 路線データ
- 路線距離：計画路線長約11.0 km→2010年（平成22年）度より約10.9 km[注釈 2]、営業路線長約10.8 km[22][2]。
- 案内軌条：側方案内式[22][23]
- 駅数：14駅（起終点駅含む）[22]
- 複線区間：全線複線[23]
- 電気方式：直流750 V[23]
- 最大勾配：40 ‰（本線）[3]・60 ‰（車庫線）
- 最小曲線半径：50 m（本線）[3]・30 m（車庫線）[3]
- 最高速度：60 km/h[4]

2016年度時点の営業路線長は10.6 kmで、京浜急行電鉄の金沢八景駅に乗り入れできず、同駅の仮駅と本駅の間が未開業であった。2008年（平成20年）度に遅れていた金沢八景駅東地区土地区画整理事業が認可され、本駅までの延伸の目処がついた。2010年度に都市計画等の変更手続き（終点位置変更）を行い、2015年（平成27年）度に京急駅舎付近までの延伸に着工した。当初2016年度としていた単線での暫定供用開始は2018年度に、2017年度としていた複線での全面供用開始は2019年度に変更され、2019年3月31日に単線で暫定開業し、2021年2月14日に複線化され事業が完了した。

## 運行形態
平日
- 早朝・深夜 … 10 - 18分間隔
- 朝 … 3 - 4分間隔
- 日中 … 10分間隔
- 夕 … 4 - 5分間隔

土曜・休日
- 早朝・深夜 … 10 - 15分間隔
- 朝 … 7分間隔
- 日中 … 10分間隔

新杉田駅 - 金沢八景駅間の列車のほか、朝と夜に車両基地最寄りの並木中央駅発着列車がある。毎年大晦日から元日にかけては、横浜・八景島シーパラダイスへの観光客や称名寺への初詣客の輸送のため、終夜運転を行う（2011年度は23時00分から1時30分まで10分間隔運転・1時30分から5時00分まで30分間隔運転）。また、ゴールデンウィーク期間中は特別ダイヤが適用され、本数が増える。
車内信号閉塞方式の自動列車制御装置(ATC)と、自動列車運転装置(ATO)による無人運転を行っており、運転士と車掌は乗務していない。開業当初は運転士が乗務するワンマン運転が行われており、車両前面（運転台付近）に「ワンマン」の表示と鉄腕アトムのキャラクターステッカーが貼られていた。また、開業告知のポスターでは「鉄腕アトムのシーサイドライン」などと記されていた。その後、1992年（平成4年）より一部列車において自動運転が開始され、1994年（平成6年）から訓練車、試運転車を除く全列車が無人運転となっている。

## 事故
2019年（令和元年）6月1日20時15分頃、新杉田駅にて列車が反対方向に走り出し、車止めに激突し停止する逆走事故が発生した。神奈川県警によると、乗客15名が負傷し、うち6名が重傷だった。この事故を受けて全線で運休となり、横浜市営バス・京急バス・神奈中バス（6月3日から参入）による代行バス輸送と、京急バス・京急電鉄（京急本線・横浜駅 - 金沢八景駅間）による振替輸送が行われた。その後、6月4日11時から並木中央駅を発車する列車より、手動運転にて運転を再開した。通常の65%での運転本数となり、10分間隔で運転された。8月31日から自動運転を再開し、9月7日から土休日ダイヤが通常ダイヤに戻り、12月2日から平日ダイヤも通常ダイヤでの運行に戻った。

## 車両

### 現用車両
以下の車両が使用されている（2019年12月2日現在）。現用車両は東急車輛製造およびその事業を継承した総合車両製作所製である。
- 2000形（5両編成18本）
2011年2月26日のダイヤ改正[40]で1000形に代わる車両として運転を開始した。クロスシートの設置、運転席の無人運転時の開放、客室内の防犯カメラの設置は当路線では初の導入となる[41][42]。当初予定の2015年[42]から1年前倒しの2014年[43]までに16編成[42]を増備し、既存の1000形を置き換えた[43]。さらに、2019年12月よりさらに新製増備を行うことが発表されている[38]。

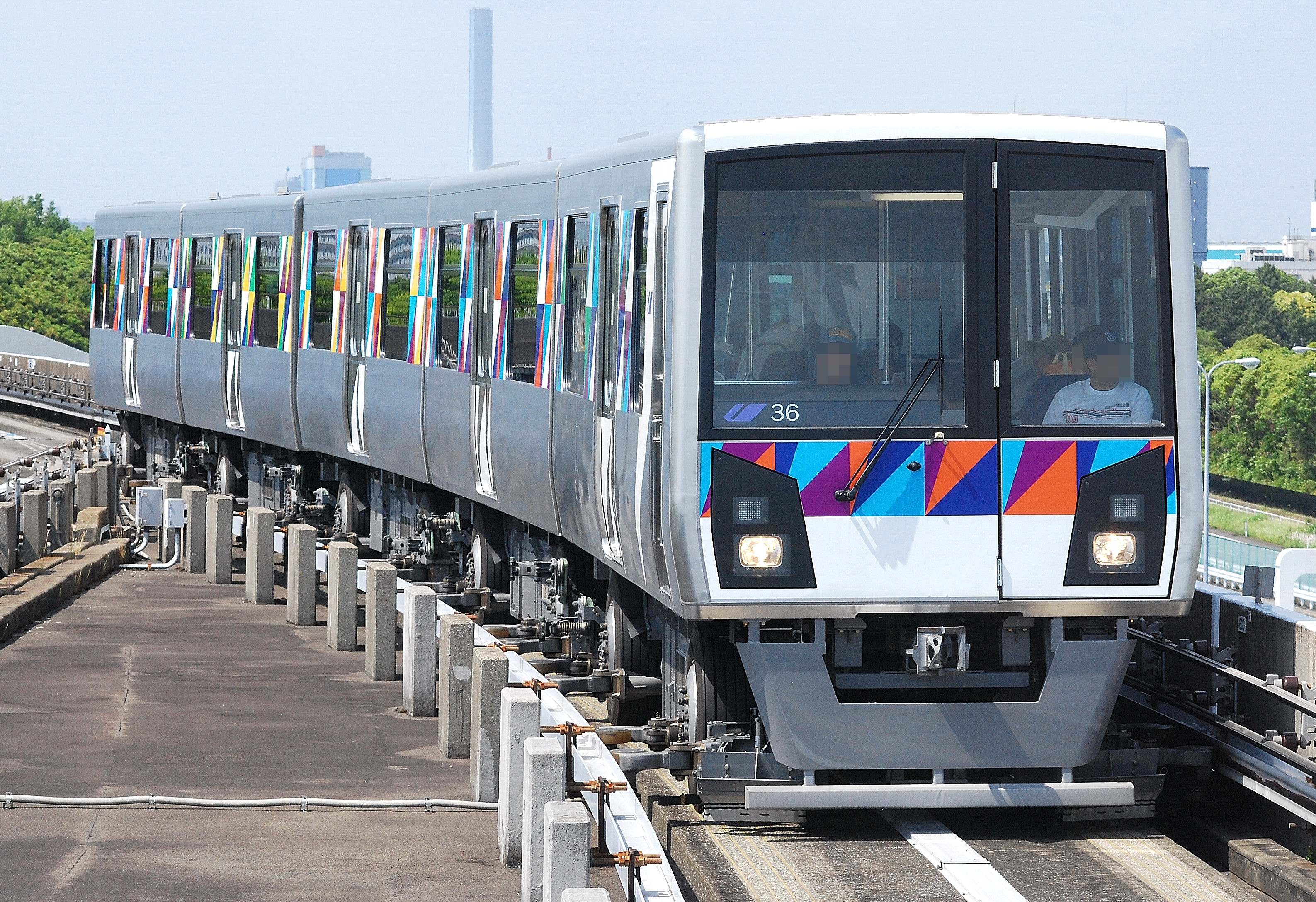
2000形

### 過去の車両

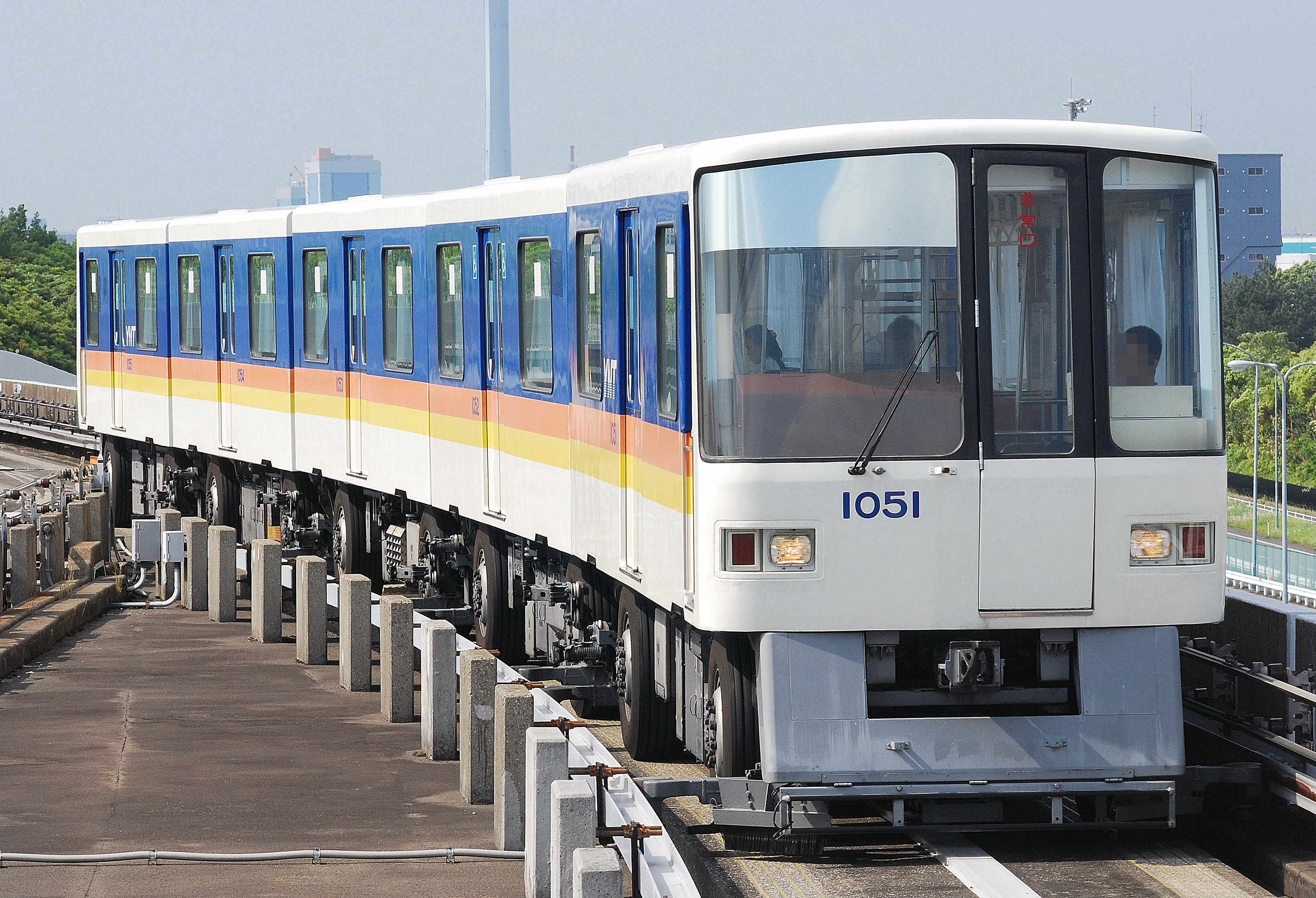
1000形
1989年の開業時からの車両で、2014年5月24日のさよなら運転を最後に営業運転を終了[43]。

- 1000形

### 編成番号
車両番号の付与方法は、千の位で2000形なら「2」・1000形なら「1」を、百ならびに十の位で製造順を（第1編成であれば「01」）、一の位で編成内における連結順を示すという、横浜市営地下鉄の各形式に準じた方式が採用されている。

### 優先席・バリアフリー設備
公式ホームページ開設後、「シーサイドラインは全席優先席」とする見解を明らかにしており、同時に携帯電話の電源も切るよう利用者に対し告知していた。これとは別の動きとして横浜市営地下鉄が全席優先席制度を大々的にPRするにあたり全国唯一とする公式発表を行ったものの、シーサイドラインの全席優先席の取り組みを無視しているとの指摘があったことに関する行政当局の意向や、利用者の反対意見も数多く寄せられていたことから、2008年（平成20年）4月1日より2号車と4号車を「優先車両」とする設定が行われたので、全席優先席の取り組みは廃止された。この際、これまで設定していなかった号車番号を新たに設定した。また、一部編成の4号車に車椅子専用スペースを設けるなど、バリアフリー化に取り組む姿勢を見せている。
その後製造された2000形には、全車両に優先席、1・3・5号車に車椅子スペースがつくられている。

## 駅の設備更新
PASMOの導入を契機に、2004年（平成16年）頃から駅設備の更新が始まり、2005年（平成17年）には自動券売機が、2006年（平成18年）には自動改札機がそれぞれ更新された。エスカレーターは開業時から全駅に設置されているが、2010年（平成22年）までに全駅にエレベーターが設置され、LED式の発車標も全駅に整備され（新杉田・並木中央・金沢八景には反転式発車標があったが、これらも交換された）、案内サインの更新が行われ、同時に全駅で駅ナンバリングが開始された。2011年（平成23年）には、1000形よりも幅が広くなった2000形導入に従い、車両限界とホーム側建築限界を広げるための工事が行われた。2012年（平成24年）には、ATC/TD地上設備の更新が行われた。これにより、開業以来長らく、ホームドアの閉まるタイミングが車両ドアと同時に閉まる仕様であったが、全駅で車両ドアが閉まった後にホームドアが閉まるようになった。また、FDMAを使用した列車無線/非常発報ATOデータ伝送装置への更新も行われた。

## 駅一覧
全駅神奈川県横浜市に所在。
| 駅番号 | 駅名                                               | 営業キロ | 営業キロ | 所要時間（分） | 所要時間（分） | 接続路線                           | 所在地 |
| 駅番号 | 駅名                                               | 駅間     | 累計     | 駅間           | 累計           | 接続路線                           | 所在地 |
| ------ | -------------------------------------------------- | -------- | -------- | -------------- | -------------- | ---------------------------------- | ------ |
| 1      | 新杉田駅                                           | -        | 0.0      | -              | 0              | 東日本旅客鉄道： 根岸線 (JK 05)    | 磯子区 |
| 2      | 南部市場駅                                         | 1.3      | 1.3      | 2              | 2              |                                    | 金沢区 |
| 3      | 鳥浜駅 （三井アウトレットパーク 横浜ベイサイド前） | 0.9      | 2.2      | 2              | 4              |                                    | 金沢区 |
| 4      | 並木北駅 （ZACROS 藤森工業前）                     | 0.6      | 2.8      | 1              | 5              |                                    | 金沢区 |
| 5      | 並木中央駅                                         | 0.7      | 3.5      | 2              | 7              |                                    | 金沢区 |
| 6      | 幸浦駅 （ミツハシライス前）                        | 0.8      | 4.3      | 2              | 9              |                                    | 金沢区 |
| 7      | 産業振興センター駅 （アルファ本社前）              | 0.7      | 5.0      | 2              | 11             |                                    | 金沢区 |
| 8      | 福浦駅                                             | 0.6      | 5.6      | 2              | 13             |                                    | 金沢区 |
| 9      | 市大医学部駅 （ニッパツ前）                        | 0.7      | 6.3      | 2              | 15             |                                    | 金沢区 |
| 10     | 八景島駅 （横浜・八景島シーパラダイス前）          | 1.2      | 7.5      | 3              | 18             |                                    | 金沢区 |
| 11     | 海の公園柴口駅                                     | 0.6      | 8.1      | 1              | 19             |                                    | 金沢区 |
| 12     | 海の公園南口駅                                     | 0.7      | 8.8      | 2              | 21             |                                    | 金沢区 |
| 13     | 野島公園駅                                         | 0.8      | 9.6      | 2              | 23             |                                    | 金沢区 |
| 14     | 金沢八景駅                                         | 1.2      | 10.8     | 2              | 25             | 京浜急行電鉄： 本線・逗子線 (KK50) | 金沢区 |

- 新杉田・並木中央・金沢八景の各駅を除き無人駅だが、市大医学部駅では平日昼、八景島駅では休日昼に駅員が配置される。また、全駅を駅集中管理システムにより監視・制御している[33]。
- 改札内のトイレは新杉田・鳥浜・並木中央・八景島・金沢八景の各駅に設置されている[50]。
- 接続路線とは、2007年3月18日より定期券に限り連絡運輸を開始した[51]。
- 八景島駅は関東運輸局によって関東の駅百選に選定されている[52]。

## 接近メロディ・発車メロディ
2014年7月1日より、接近メロディと発車メロディを導入している。曲は駅ごとに異なっている。導入当初は、童謡「うみ」、文部省唱歌「海」、「我は海の子」、小田和正の「たしかなこと」、オフコースの「言葉にできない」の5曲、その後2016年4月18日からシーサイドラインのプロモーションソング「Seaside Line 〜わたしのお気に入り〜」が追加され、さらに2019年4月13日よりシーサイドラインプロモーションソングが幸野ゆりあの「進め、みらいへ！」に変更された。
| 駅名               | 新杉田方面（↑）                       | 金沢八景方面（↓）                 |
| ------------------ | ------------------------------------- | --------------------------------- |
| 新杉田駅           |                                       | 1：進め、みらいへ！ 2：我は海の子 |
| 南部市場駅         | 2：進め、みらいへ！                   | 1：海                             |
| 鳥浜駅             | 2：言葉にできない                     | 1：たしかなこと                   |
| 並木北駅           | 2：海                                 | 1：我は海の子                     |
| 並木中央駅         | 3：うみ 4：たしかなこと               | 1：言葉にできない 2：うみ         |
| 幸浦駅             | 2：我は海の子                         | 1：進め、みらいへ！               |
| 産業振興センター駅 | 2：進め、みらいへ！                   | 1：海                             |
| 福浦駅             | 2：海                                 | 1：我は海の子                     |
| 市大医学部駅       | 2：我は海の子                         | 1：進め、みらいへ！               |
| 八景島駅           | 2：言葉にできない                     | 1：たしかなこと                   |
| 海の公園柴口駅     | 2：進め、みらいへ！                   | 1：海                             |
| 海の公園南口駅     | 2：海                                 | 1：我は海の子                     |
| 野島公園駅         | 2：我は海の子                         | 1：進め、みらいへ！               |
| 金沢八景駅         | 1：言葉にできない 2：進め、みらいへ！ |                                   |